# مجيد أباد (ملكان)
مجيد أباد هي قرية في مقاطعة ملكان، إيران. يقدر عدد سكانها بـ 568 نسمة بحسب إحصاء 2016.